# Palazzo Roffia

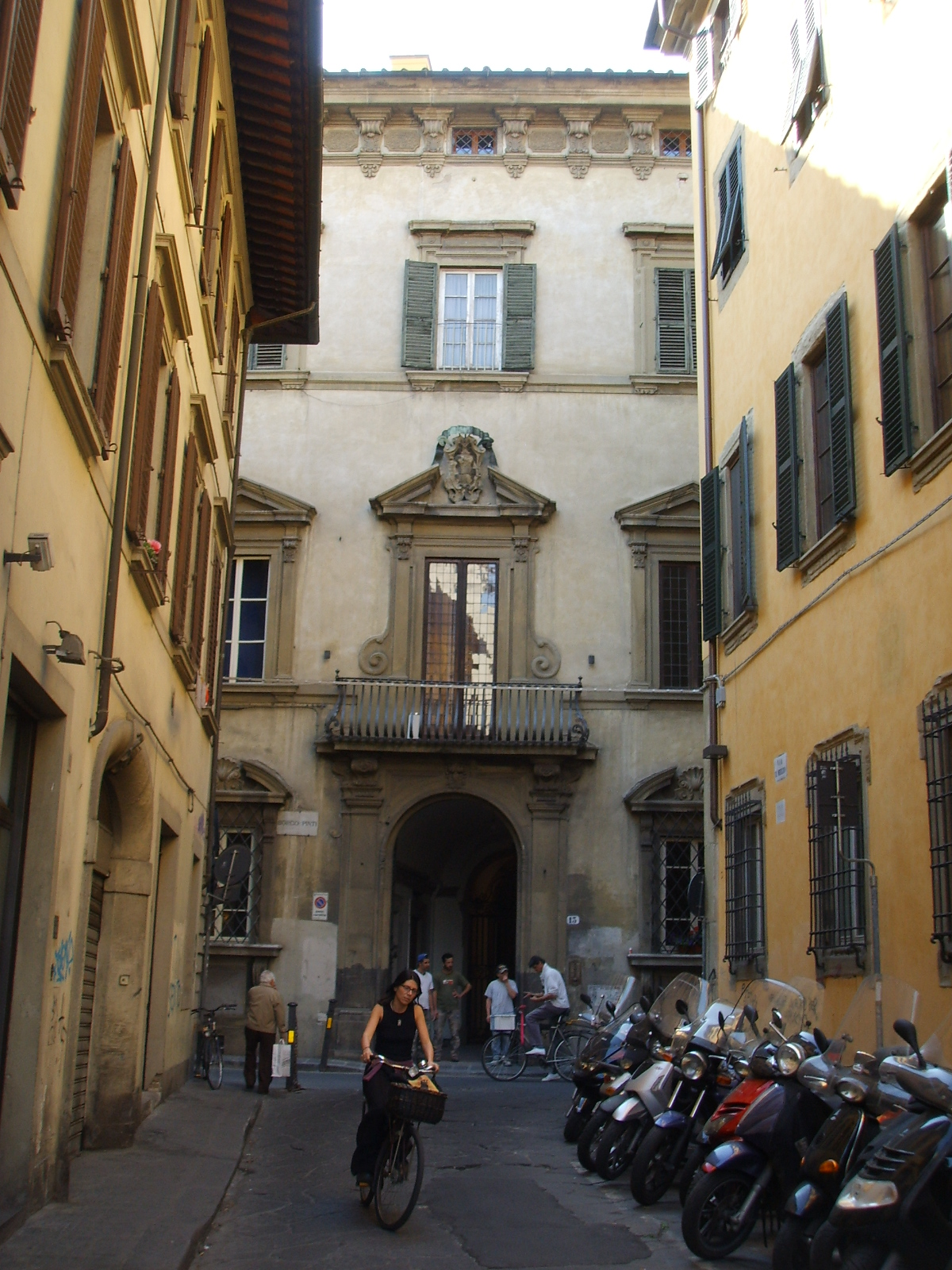
Entrada do Palazzo Roffia.

O Palazzo Roffia é um antigo palácio de Florença situado no nº13 do Borgo Pinti.

## História
A família Roffia chegou à cidade, em 1646, vinda de San Miniato e comprou uma antiga casa da família Monaldi-Bandinelli. Em seguida, dedicaram-se à edificação do palácio actual, graças, também, à aquisição de uma série de propriedades confinantes que alargaram a superfície disponível. O arqyitecto contratado foi Giovan Battista Foggini, que realizou uma fachjada segundo um estilo pretensamente quinhentista (janelas ajoelhadas com tímpanos arredondados quebrados) e duas filas de janelas em cornijas marca-pisos (com tímpanos triangulares e semicirculares no primeiro andar e com arquitraves salientes e uma cornija ornada. Mais original é o portal, mas sobretudo no que diz respeito ao balcão central, que é considerado o mais antigo balcão com balaustrada em ferro forjado em Florença. No centro da fachada, no tímpano do portal do balcão no andar nobre, permaneceo o brasão dos Roffia.
O interior do palácio foi decorado várias vezes. Cerca de 1704 foi decorado o salão central com cenas de arquitecturas fingidas e ruínas, com enquadramentos de Rinaldo Botti. Nesta sala encontram-se dois brasões matrimoniais que permitiram circunscrever a datação: um Roffia-Adimari Morelli e um Chierici-Mari.
Depois da família Roffia, o palácio passou aos Morelli, aos Graziani-Libri e aos Magherini-Graziani (finais do século XIX). Gianni Andrea Magherini-Graziani foi um personagem singular que chegou a ocupar o lugar de Grão-mestre da Loggia d'Italia e realizou reuniões maçónicas dos Liberi Muratori no palácio. Foi um sujeito muito original que acabou deserdado, fazendo passar o palácio para a sua irmã, casada com um Mels-Colloredo. Esta decidiu retomar a continuidade do palácio, arrendando o piso nobre à Gran Loggia d'Italia, qua ainda ali se reune.
No piso térreo encontram-se locais de uso administrativo, enquanto no andar nobre estão presentes salas afrescadas hoje destinadas a templos. Até 1985 pensava-se que os afrescos fossem de Luca Giordano, mas uma descoberta de arquivo permitiu atribuir a correcta paternidade a Anton Domenico Bamberini Alessandro Gherardini, Gian Domenico Ferretti e Vincenzo Meucci. Entre os temas pintados encontram-se cenas mitológicas e alegóricas de Ciência e Virtude.

## Interiores

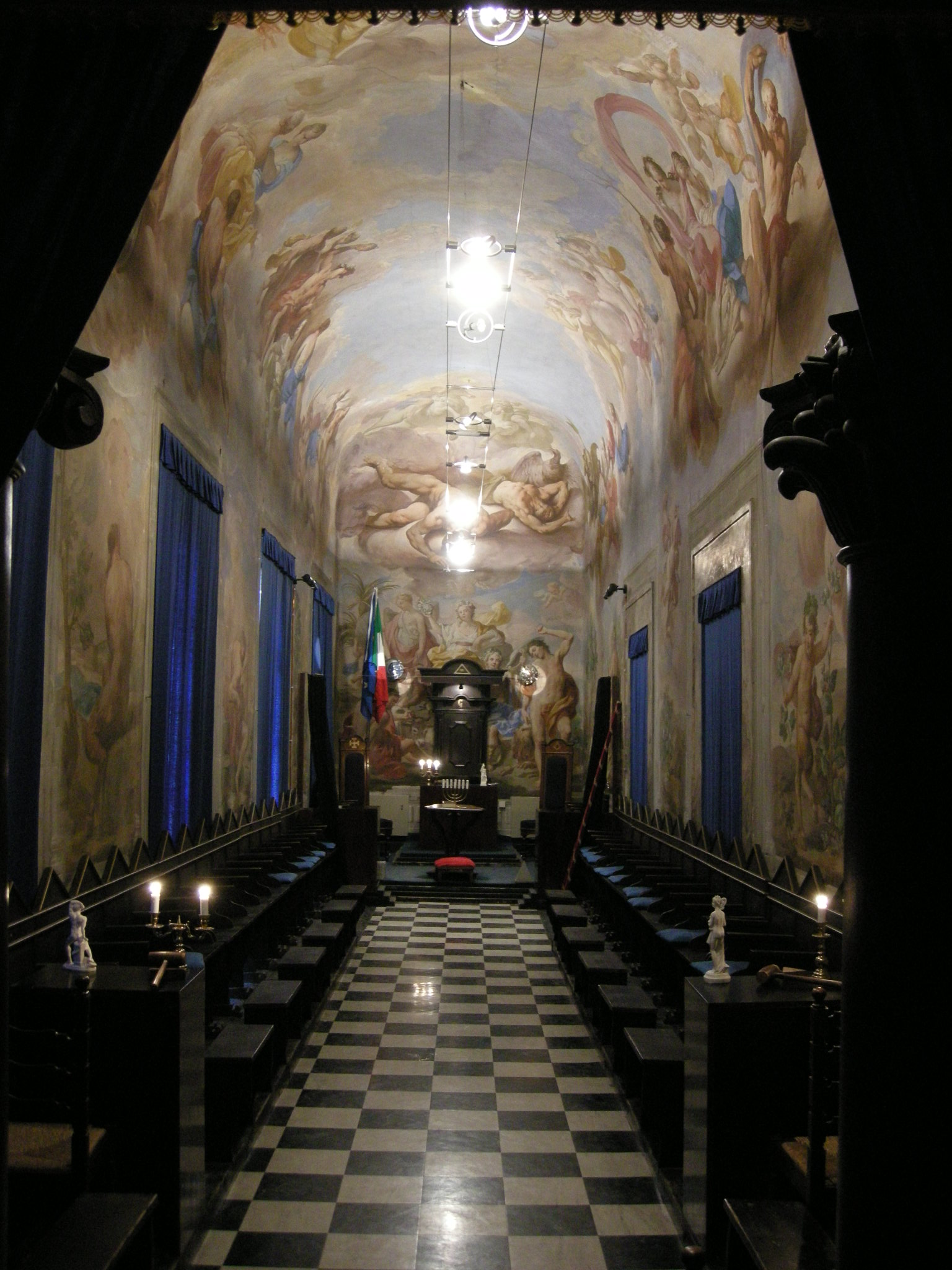
A Galeria de Gian Domenico Ferretti.

Uma saleta com Histórias de Andrómaca, de Bamberini, fazia talvez parte dos apartamentos de Antonio Roffia e alude à fidelidade conjugal. Andrómaca vê um jovem Heitor partir enquanto vai para o Templo de Apolo; No tecto vê-se vê-se Diana que bloqueia Eros, alusão à renúncia de prazeres carnais.
A sala das Virtudes, Vícios e Artes, de Gherardini, apresenta complexas alegorias: as personificações das Virtudes (Prudência, Justiça, Força e  Temperança) contrapostas aos Vícios (Prazer, Vénus, Eros que luta com Anteros, Baco e os Sátiros); algumas divindades pagãs no tecto (Minerva que afasta a Ignorância, Júpiter, Juno com pavões, Flora, a Fama, op amor pela Virtude e Mercúrio); e as Artes (Ciência, Arquitectura, Estudo e Poesia). Algumas figuras são legíveis, ao que parece, segundo uma chave alquímico-filosófica: por exemplo a figura da Prudência, com o espelho, a serpente e a dupla face, também poderia ser lida como a divindade Rebis, enquanto a Arquitectura, colocada numa posição dominante de absoluto predomínio, aludiria à própria Maçonaria.
a preciosa galeria foi afrescada por Gian Domenico Ferretti, com histórias de Hércules e o seu triunfo na abóbada, entre 1744 e 1746. Entre as figuras reconhecem-se algumas personagens e mostras dos Doze Trabalhos: o Leão da Nemeia, a Hidra de Lerna, o Centauro Nesso e Atlante, entre outros. Ao centro da abóbada veêm-se volta si vedono Juno e Júpiter que, depois dos feitos, acolhem Hércules no Olimpo. As figuras nas paredes, de execução mais sumário, devem datar cerca de um século depois.
A Sala das Apoteoses foi decorada, por Vincenzo Meucci, com uma alegoria da Virtude que sobe ao céu (1745), enquadrada por faustosos estuques de Fraccani.
Estão presentes outras salas menores, frequentemente com quadros mitológicos ou alegóricos enquadrados por estuques sobre as portas.

## Galeria de imagens do interior e do jardim

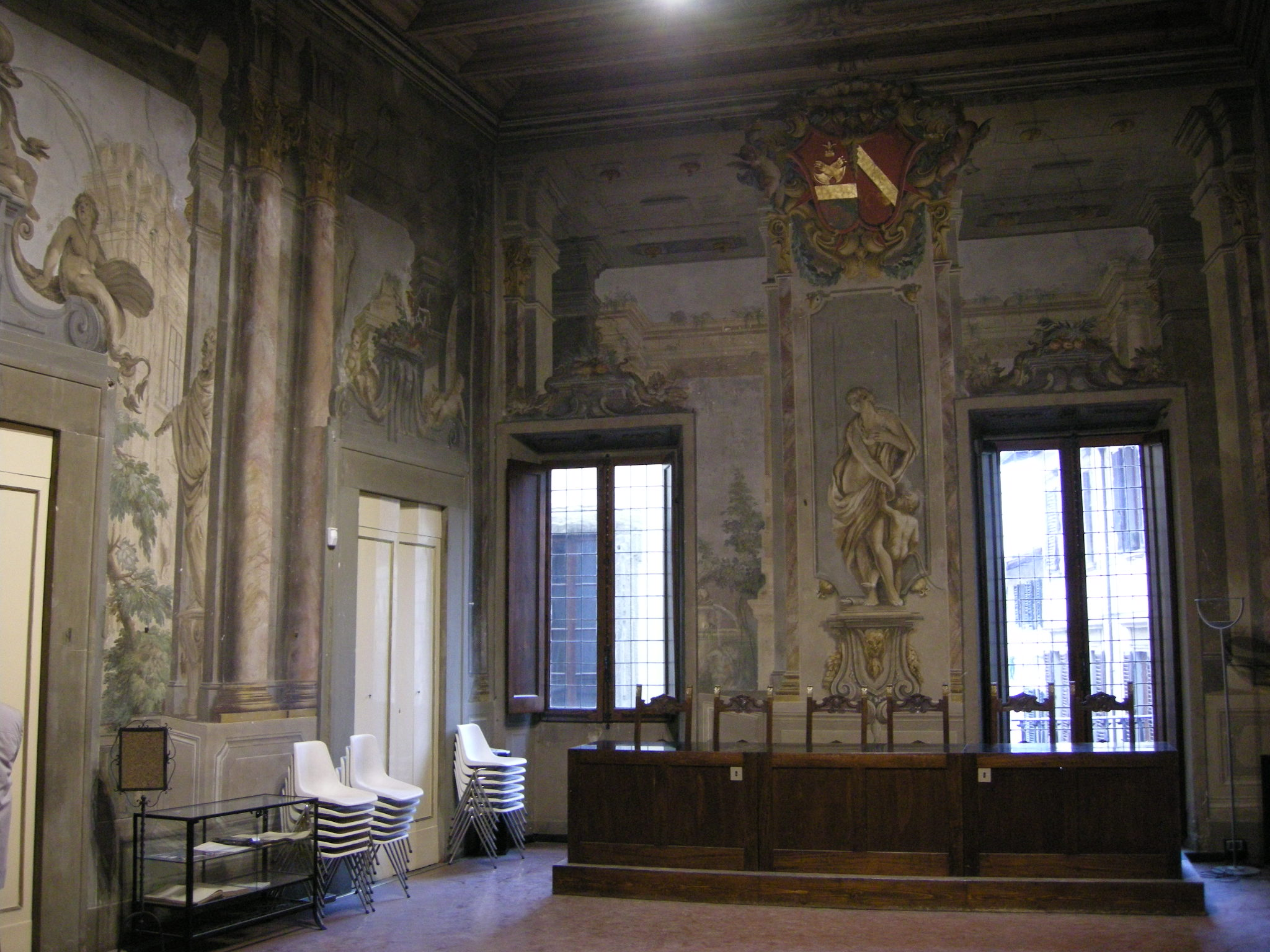
O salão
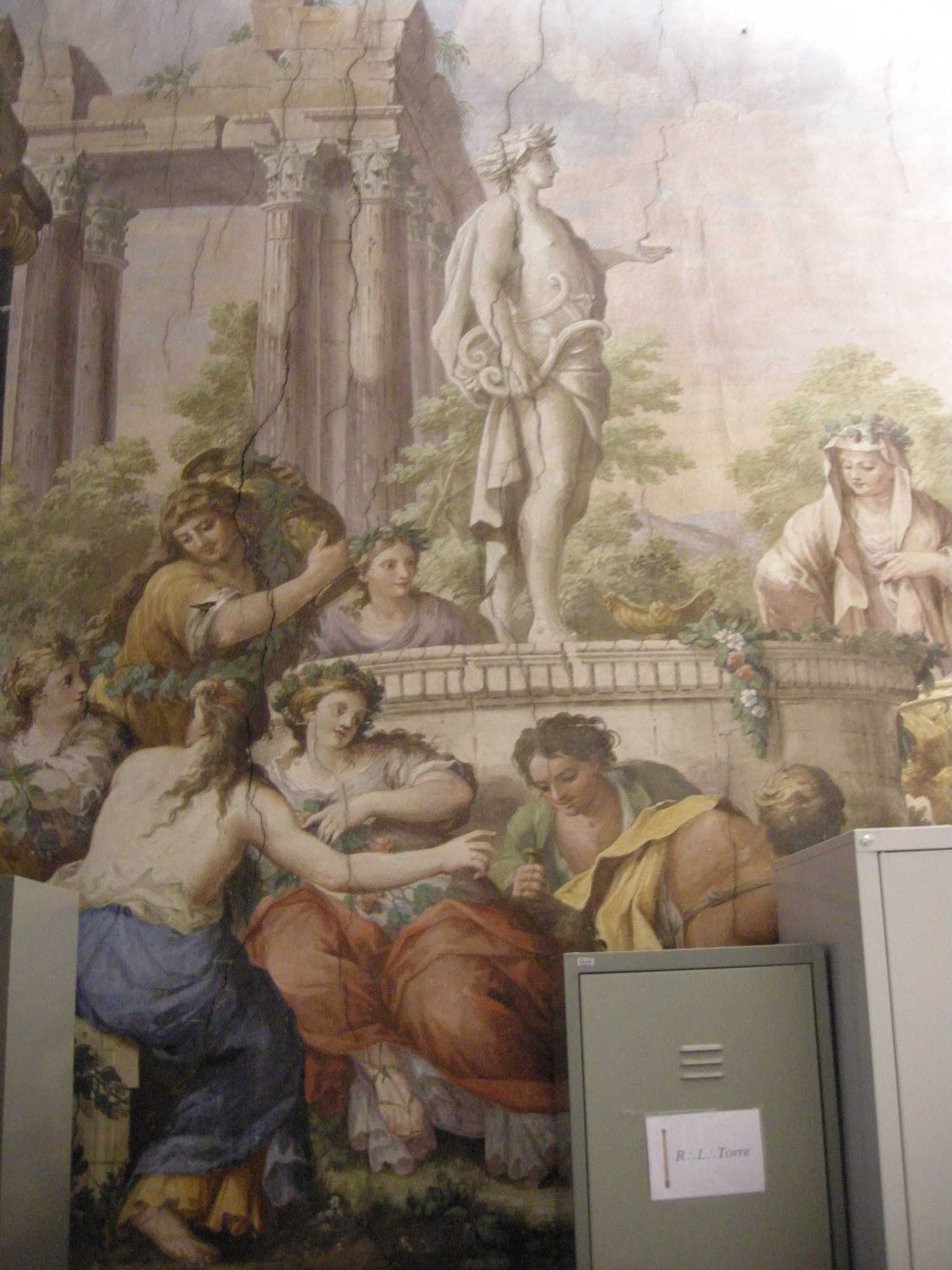
A saleta de Andrómaca
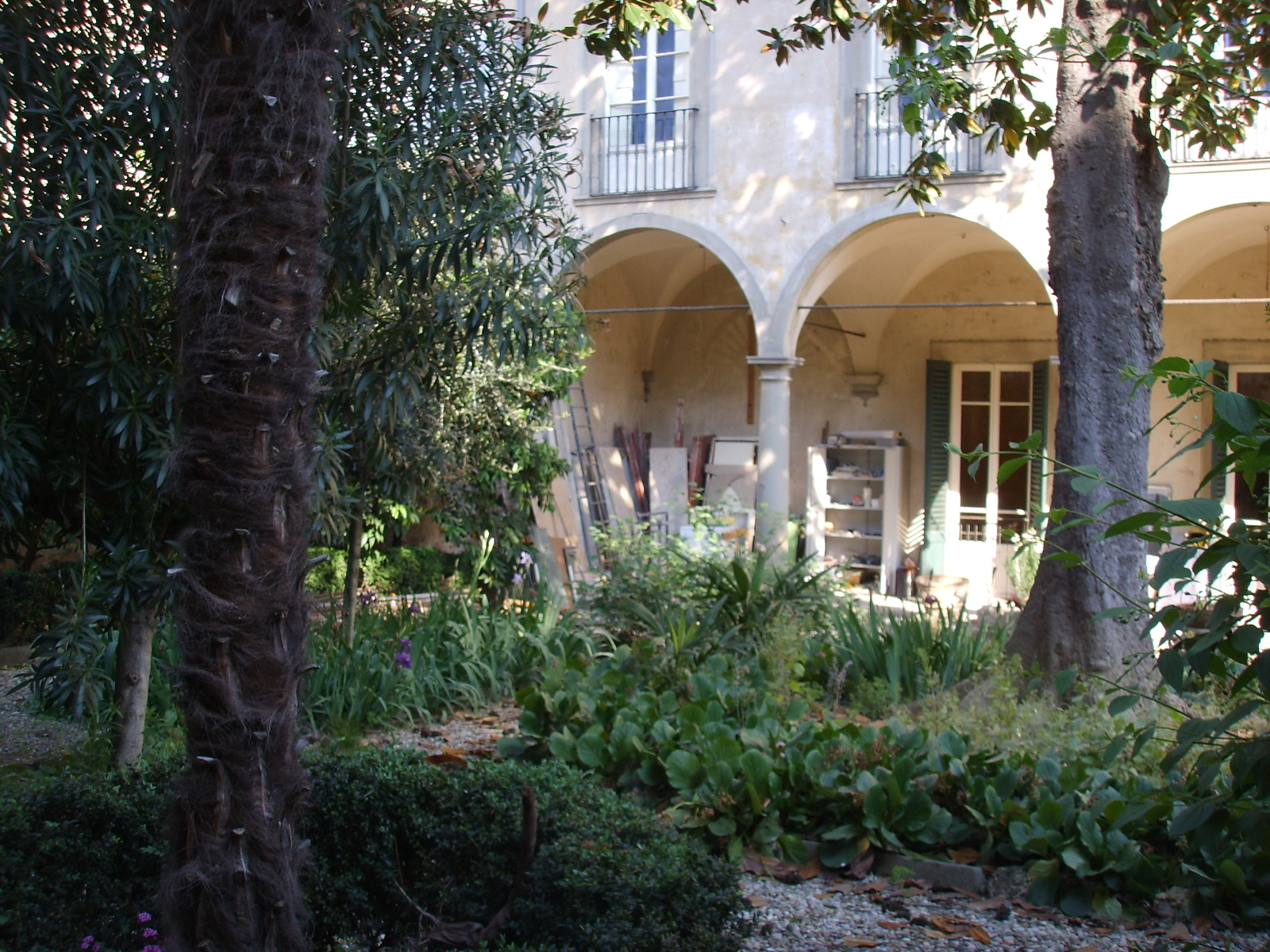
O jardim
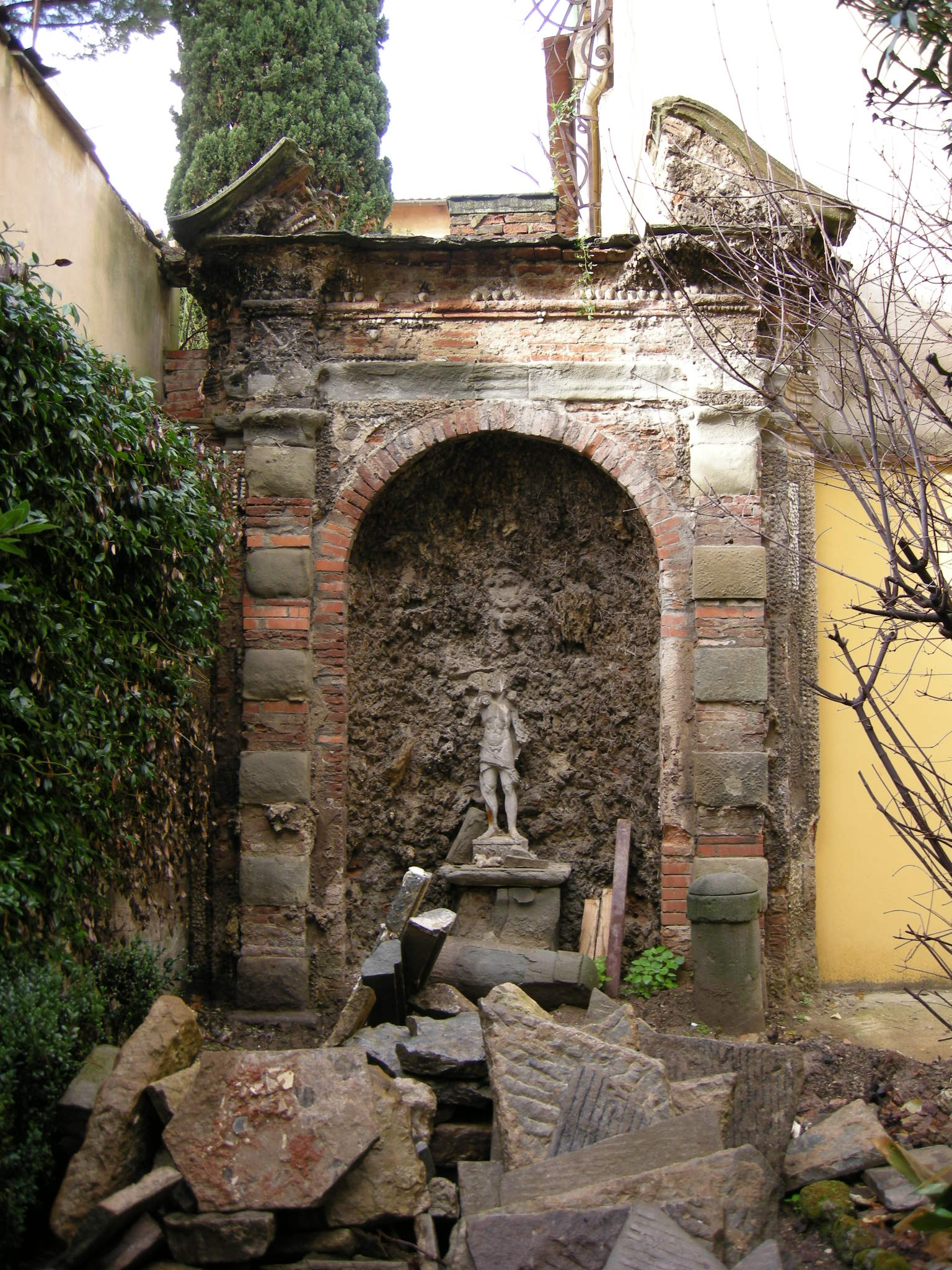
O pequeno ninfeu
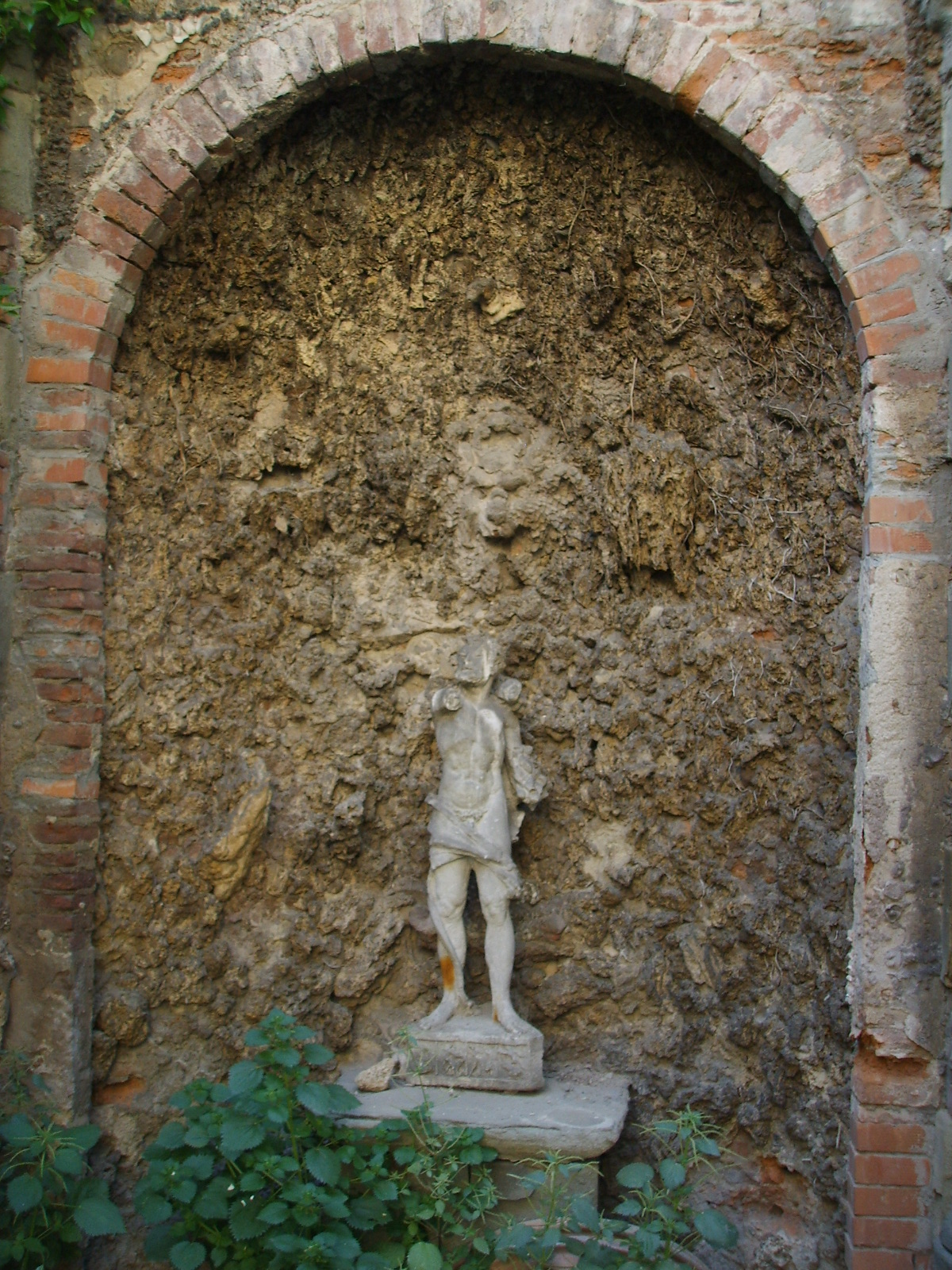
Detalhe do pequeno ninfeu